# (35891) 1999 JS81
1999 JS81 (asteroide 35891) é um asteroide da cintura principal. Possui uma excentricidade de 0.20231940 e uma inclinação de 11.34072º.
Este asteroide foi descoberto no dia 12 de maio de 1999 por LINEAR em Socorro.